# 三田麻央
三田 麻央（みた まお、1995年〈平成7年〉9月9日 - ）は、日本のタレント、声優。女性アイドルグループ・NMB48の元メンバーである。大阪府出身。KYORAKU吉本.ホールディングスを経てShowtitle所属。

## 略歴
2011年5月、NMB48第2期生オーディションに合格し、6月5日にTOKYO DOME CITY HALLで開催された『見逃した君たちへ〜AKB48グループ全公演〜』において、NMB48第2期研究生23名の1人としてお披露目された。
2011年12月13日に行われた、AKB48をテーマとしたテレビアニメ『AKB0048』の主演声優9人を決めるオーディションに合格した。翌年4月、声優選抜メンバー9名によるユニット「NO NAME」の結成が発表され、当アニメの主題歌「希望について」で2012年8月16日にCDデビュー。
2012年1月26日、新設されたチームMへ正規メンバーに昇格した。
2016年10月18日に神戸ワールド記念ホールで開催された『NMB48 6th Anniversary LIVE』で「大組閣」と称したチーム再編により、チームNへの異動が発表され、2017年1月1日に新チーム体制に移行。
2019年1月11日にNMB48からの卒業を発表し、2月18日に卒業公演を行い、同月24日に活動を終了した。翌25日よりタレントとして活動を開始した。
2021年4月、ライトノベル『夢にみるのは、きみの夢』（小学館・ガガガ文庫）で小説家デビュー。
2022年1月22日、新型コロナウイルスに感染したため、出演を予定していた舞台『赤の女王』を降板することが発表された。

## 人物
趣味はマンガやアニメなどの2次元鑑賞、BL（ボーイズラブ）マンガ集めというオタクであり腐女子。テレビ番組『※AKB調べ』（フジテレビ）において、AKB48グループメンバーを対象に実施したアンケートを基に、AKB48グループのオタクなメンバー7人を決める「世界に羽ばたけ! AKBガチオタセブン」では42票を獲得し1位となった。
小学生時代は少女漫画専門だったが、中学1年の時に隣の席の女子が読んでいるの見つけて以降、BLを好むようになった。BLマンガは月に10冊は購入しており、2015年時点で500冊ほど所持している。NMB48メンバーの山本彩に貸すこともあり、中野麗来や古賀成美には誕生日プレゼントとして贈ったことがある。
特技は絵を描くことで、三田が描くイラストには定評があり、NMB48の映像コンテンツ「YNN NMB48 CHANNEL」では「三田画伯の部屋」という企画を担当していた。
将来の夢は声優。憧れている声優は沢城みゆき。

### NMB48
NMB48のオーディションに応募したのは、元々声優のオーディションに応募するつもりだったが、NMB48の方が応募締め切りが早いという理由で母親に勧められたことがきっかけである。
NMB48の6周年記念コンサートに向け、2016年9月12日に「YNN NMB48 CHANNEL」限定で「六田麻央」に期間限定で改名した。

## NMB48での参加楽曲

### シングル
NMB48名義
- 「オーマイガー!」に収録
  - 僕は待ってる
- 「純情U-19」に収録
  - 場当たりGO! - 「アンダーガールズ」名義
- 「ナギイチ」に収録
  - 理不尽ボール - 「アンダーガールズ」名義
- 「ヴァージニティー」に収録
  - 僕らのレガッタ - 「白組」名義
- 「北川謙二」に収録
  - 恋愛被害届け - 「紅組」名義
- 「僕らのユリイカ」に収録
  - 野蛮なソフトクリーム - 「紅組」名義
- 「カモネギックス」に収録
  - 思わせ光線 - 「紅組」名義
- 「高嶺の林檎」に収録
  - 水切り - 「紅組」名義
- 「らしくない」に収録
  - 右にしてるリング - 「Team M」名義
- 「Don't look back!」に収録
  - ハート、叫ぶ。 - 「Team M」名義
- 「ドリアン少年」に収録
  - 僕だけのSecret time - 「Team M」名義
- 「Must be now」に収録
  - Good-bye, Guitar - 「Team M」名義
- 「甘噛み姫」に収録
  - 恋を急げ - 「Team M」名義
- 「僕はいない」に収録
  - 最後の五尺玉 - 「Team M」名義
- 「僕以外の誰か」に収録
  - 孤独ギター - 「Team N」名義
- 「ワロタピーポー」に収録
  - 自分の色 - 「2期生」名義
  - どこかでキスを - 「Team N」名義
- 「欲望者」に収録
  - 阪急電車 - 「Team N」名義
- 「僕だって泣いちゃうよ」に収録
  - ロマンティックなサヨナラ - 「アンダーガールズ」名義
  - 嘘つきマシーン - 「Team N」名義

AKB48名義
- 「ギンガムチェック」に収録
  - あの日の風鈴 - 「ウェイティングガールズ」名義
- 「ジャーバージャ」に収録
  - 下手を打つ - 「NMB48」名義

### アルバム
NMB48名義
- 『てっぺんとったんで!』に収録
  - てっぺんとったんで!
  - With my soul - 「team M」名義
- 『世界の中心は大阪や 〜なんば自治区〜』に収録
  - 夏の催眠術 - 「Team M」名義
- 『難波愛〜今、思うこと〜』に収録
  - 難波愛

AKB48名義
- 『1830m』に収録
  - 青空よ 寂しくないか? - 「AKB48+SKE48+NMB48+HKT48」名義

## 出演

### バラエティ
- NMB48須藤凜々花の麻雀ガチバトル！りりぽんのトップ目とったんで！（2015年8月9日 - 2017年9月17日、TBSチャンネル1）[26][27]
- ぐるっと関西おひるまえ（2016年4月7日 - 、NHK総合〈大阪放送局〉） - 不定期出演[26][28][29]
- 二次元同好会（2016年5月10日 - 2017年5月18日、Kawaiian TV）[30]
- NMB48 5期生密着 2016 夏 〜ここから戦いは始まった〜（2016年9月11日 - 2017年4月9日、Kawaiian TV） - ナレーション
- OHA OHA アニキ（2016年10月14日 - 2018年3月30日、テレビ東京） - アシスタント[31]
- 月刊 アニ愛でるTV!（2017年6月6日 - 、Kawaiian TV）[30]
- NMB48研究生密着2017 〜新たなる戦いの軌跡〜（2017年7月2日 - 11月5日、Kawaiian TV） - ナレーション
- NMB48村瀬紗英の麻雀ガチバトル！さえぴぃのトップ目とったんで！（2017年11月18日 - 2019年2月17日、TBSチャンネル1） - 司会進行
- NMB48 ドラフト3期生・6期生密着2018 〜新たな歴史を作るのは私たちだ〜（2018年8月19日 - 2019年3月17日・5月3日〈未公開SP〉、Kawaiian TV） - ナレーション
- NMB48研究生密着2019 〜輝く未来をつかみ取れ〜（2019年4月14日 - 、Kawaiian TV） - ナレーション
- 元乃木坂46中田花奈の麻雀ガチバトル！かなりんのトップ目とれるカナ？（2020年1月26日 - TBSチャンネル1） - 司会進行

### テレビアニメ
- AKB0048（2012年） - 横溝真琴 役[32]
- AKB0048 next stage（2013年） - 横溝真琴 役
- きんだーてれび「あわじしまの七福神」（2020年10月5日 - 、きんだーてれび枠内ショートアニメ） - カイ 役

### ラジオ
- 桜 稲垣早希のアニメ・アイドルスタジオ（2016年9月29日 - 2017年3月30日、MBSラジオ）[33]
- ラジオiNEWS（2018年7月5日 - 26日、ラジオNIKKEI第1放送） - 月間木曜ゲスト
- 60TRY部（2019年9月6日 - 2022年3月18日、アール・エフ・ラジオ日本） - 金曜レギュラー

### ネット配信

#### バラエティ
- 三田画伯の部屋（2013年10月08日 - 、新YNN NMB48 CHANNEL）

#### Webアニメ
- かなかなかぞく（2016年 - ） - りかちゃん 役[34]

### オーディオドラマ
- "自称"超能力少女・三船ユリ 第6話（2022年） - 浜村ミチコ 役[35]

### ミュージック・ビデオ
- ASCA「悠遠」（2018年）[36]

### 舞台
- 脳漿炸裂ガール 〜人間動物園〜（2019年7月12日 - 15日、六行会ホール） - 猪突猛進ガール 役
- 脳漿炸裂ガール2 〜俗物奇行〜Anarchy in the Journey（2021年6月2日 - 6日、六行会ホール） - 猪突猛進ガール 役
- 爆走おとな小学生「初等教育ロイヤル」（2021年7月23日 - 25日、京都劇場） - 山田さん 役
- 朗読劇『GIRLS Reading Aloud in Yokohama -童話シリーズ vol.5-』「眠る森のお姫様」「アラジンと不思議なランプ」「シンデレラ」「ヘンゼルとグレーテル」（2022年3月20日、ランドマークホール）[37]
- 五反田タイガー 9th Stage『DEMON〜ありがとうって言えなくて〜』（2022年4月20日 - 24日、あうるすぽっと） - 主演・赤鬼 役[38]
- 劇団壱劇屋『五彩の神楽』第一弾「憫笑姫」（2022年8月17日 - 23日、シアターグリーン BIG TREE THEATER） - エラ・フローレス 役[39]
- 舞台「キミと僕の最後の戦場、あるいは世界が始まる聖戦」（2022年11月10日 - 13日、COOL JAPAN PARK OSAKA TTホール） - サリンジャー 役[40]
- 女王幻想花劇（2023年3月22日 - 26日、六行会ホール） - エリザベート 役[41][42]
- 星よ女王に堕つ（2023年9月30日 - 10月8日、六行会ホール） - エリザベート 役[43][44]
- img Act7『ありのままに生きろ。今』（2024年4月5日 - 5月2日、ABCホール 他） - 吉原久美子 役[45]
- 劇団壱劇屋東京支部『APOCADENZA -アポカデンツァ-』（2024年10月24日 - 27日、新宿村LIVE） - 主演・膳所ほいみ 役[46][47]
- 笑いの実践集団 第3回公演 リーディングアクト『夏と夜と夢』（2025年1月14日 - 19日、シアター・アルファ東京）[48]

#### 降板
- 赤の女王（2022年1月29日 - 2月6日、六行会ホール） - エリザベート 役[11]
  - 2022年1月22日、新型コロナウイルスに感染したため、出演を予定していた同舞台を降板することが発表された。三田が演じる予定だったエリザベート役はアメリア役の予定だった千歳ゆうが演じ、アメリア役は草場愛が演じる[11]。

### イベント
- 個展「なかみ」（2021年6月11日 - 20日、新宿マルイアネックス / 9月8日 - 、ラフ＆ピースアートギャラリー）[49]

## 書籍
- 美ちょうちょ図鑑 もしも、四季折々に舞うチョウが美少女だったなら…（2016年10月31日、ホビージャパン）ISBN 978-4-7986-1303-1 - イラストレーター[50]
- 迷わず強くなる麻雀（2017年3月15日、著：鈴木たろう、編：鈴木聡一郎、講談社ビーシー）ISBN 978-4-06-220379-1 - 挿絵[51]
- 夢にみるのは、きみの夢（2021年4月20日、小学館・ガガガ文庫）ISBN 978-4-09-453001-8 - 著書[10]